# Хановер (Нью-Гэмпшир)
Хановер (англ. Hanover) — город, расположенный вдоль реки Коннектикут в округе Графтон, штат Нью-Гэмпшир. В 2007 году CNN и журнал Money выбрали Хановер, как второе наилучшее место для жизни в США. Именно здесь находится знаменитый Дартмутский колледж. Кроме того, Хановер является одним из тех немногих городов, через сам центр которых проходит Аппалачская тропа.

## История
4 июля 1761 года губернатор Беннинг Вентворт своей грамотой положил начало Хановеру, и в 1765—1766 годах прибыли его первые жители, в основном из Коннектикута. Несмотря на неровную поверхность окружающей земли город развился в агрокультурное поселение. В 1769 году был основан Дартмутский колледж в селении под названием Плэйн (англ. Plain, «Равнина»), раскинувшемся на широком и ровном участке земли в миле (1,61 км) от реки Коннектикут и около 150 футов (45,72 м) над нею.
Юго-западная часть современного Хановера была известна как Дрезден, вокруг которого в 1780-х гг. сплотились другие восставшие города вдоль реки Коннектикут. Это объединение получило затем название Республики Вермонт. Со временем Дрезден стал столицей этой республики. Однако уже после нескольких политических выступлений, города вернулись в Нью-Гэмпшир в результате настойчивых действий Джорджа Вашингтона. Напоминанием об этих событиях служит присутствие имени Дрезден в названии Дрезденского школьного округа, междуштатного округа, обслуживающего Хановер и Норидж. Это первый и один из немногих междуштатных школьных округов в стране.

### Этимология
«Ганновер» (как он именовался в грамоте) был назван либо по местному приходу в городе Спраг, либо в честь правящего британского монарха из Ганноверской династии — Георга III.

## География
Согласно Бюро переписи населения США, общая площадь города составляет 130 км², из которых только 2,8 км² приходится на воду. Главная часть Хановера, которая вмещает свыше 75 % городского населения, определена как Хановерская статистически обособленная местность и включает в себя территории вокруг Дартмутского колледжа и пересечений Нью-Гэмпширских шоссе 10, 10A и 120. Общая площадь Хановерской статистически обособленной местности составляет 13 км², из которых только 1 км² приходится на воду.
Хановер соседствует с городами Лайм, Канаан, Энфилд, Норидж и Лебанон. Около Хановера находятся небольшие сельские поселения Этна и Хановер Сентер.
Самым высоким местом в пределах Хановера является северный пик Лосиной горы (англ. Moose Mountain), имеющий высоту 705 метров над уровнем моря. Город лежит целиком в бассейне реки Коннектикут.
Вокруг Хановера существует большое количество троп и природоохранных территорий, и большинство из этих троп пригодно для лыжных гонок и ходьбы.

## Демография
По переписи 2000 года город вмещает в себя 10 850 жителей, 2832 домохозяйства и 1761 семью. Плотность населения в Хановере составляет 85,3 чел. на км². Расовый состав города таков: 87,98 % белые, 1,74 % афроамериканцы, 0,47 % индейцы или эскимосы, 6,76 % азиаты, 0,06 % жители островов Тихого океана, 0,88 % других рас и 2,09 % от двух и более рас. 2,54 % составляют латиноамериканцы всех рас.
В городе насчитывается 2832 домохозяйства, из которых 31,1 % имеют детей младше 18 лет, живущих с ними, 55,7 % являются женатыми парами, живущими вместе, 4,8 % составляют женщины без мужа и 37,8 % бессемейные.
Возрастной состав жителей Хановера таков: 15,1 % до 18 лет, 37,6 % от 18 до 24, 16,6 % от 25 до 44, 17,1 % от 45 до 64 и 13,6 % — 65 и старше. Средний возраст составляет 23 года. На каждые 100 женщин приходится 99,1 мужчин. На каждые 100 женщин возрастом от 18 и старше приходится 96,5 мужчин.
Средний доход для домохозяйства равен в Хановере $72 470, а средний доход семьи $99 158. Средний доход мужчин $63 409 против $35 771 у женщин. Доход на душу населения составляет $30 393. Около 0,6 % семей и 9,1 % всего населения живут за чертой бедности.
В центральном городском поселении, или Хановерской статистически обособленной местности, согласно переписи 2000 года числятся 8162 человека, 1829 домохозяйств и 967 семей. Средний доход для домохозяйства равен тут $62 143, а средний доход семьи $90 548. Доход на душу населения составляет $26 426.

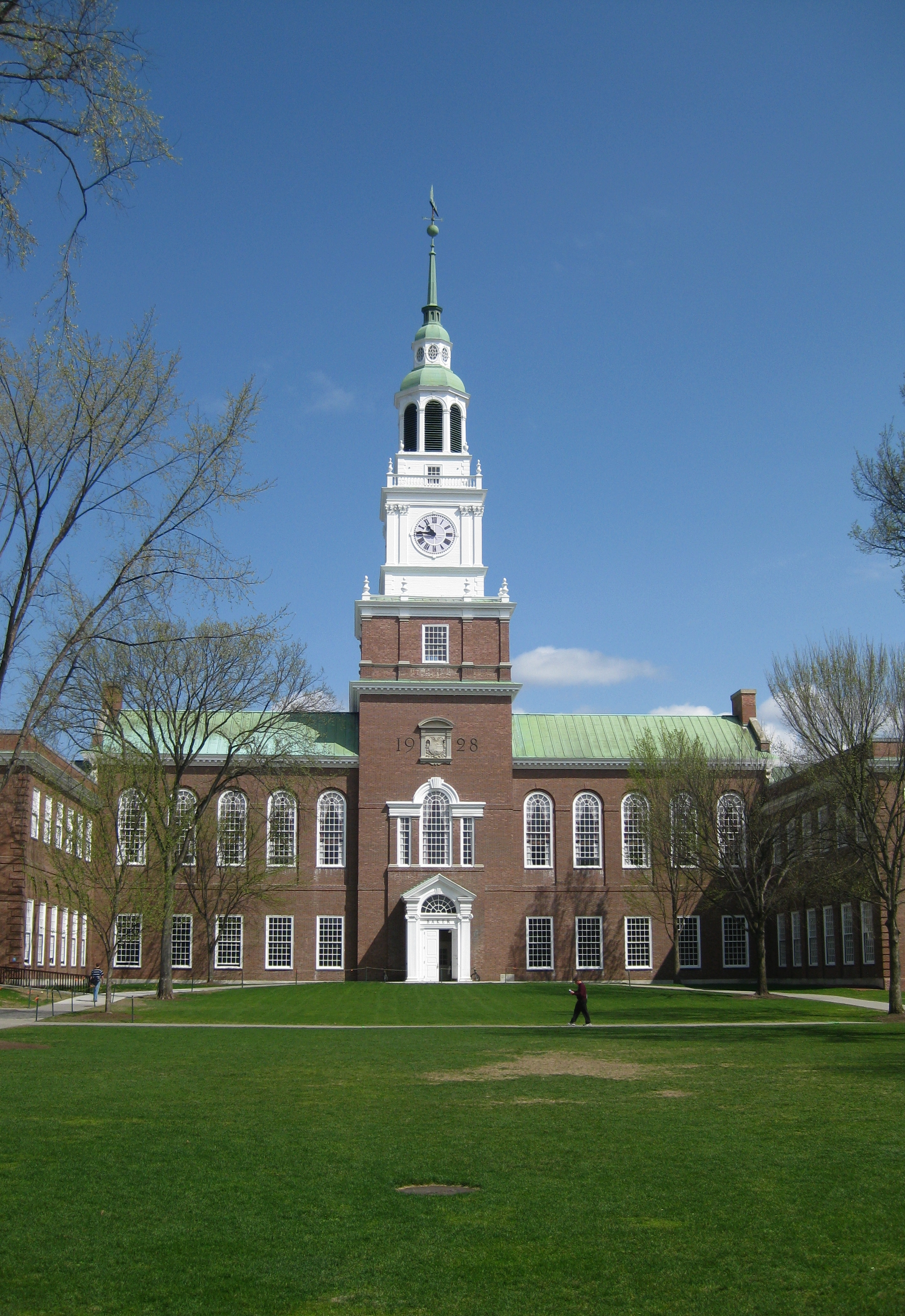

### Известные уроженцы
- Томас Кинкейд (1888—1972) — адмирал

## Образование
В Хановере имеются в наличии 3 государственных школы, 1 частная школа, 1 колледж и 2 библиотеки, в том числе:
- Дартмутский колледж;
- Высшая школа Хановера (англ. Hanover High School);
- Средняя школа Фрэнсиса Ричмонда (англ. Frances C. Richmond Middle School);
- Начальная школа Берниса А. Рэя (англ. Bernice A. Ray Elementary School).

## Города-побратимы
- Жуаньи, Франция (1993)
- Нихоммацу, Япония (1998)